# ウルス・マルタン
ウルス・マルタン（ロシア語：Уру́с-Марта́н、チェチェン語：ХІахІа-Марта）は、ロシア連邦、チェチェン共和国の都市。人口は6万3449人（2021年）。チェチェン共和国の中央にあり、首都グロズヌイの南西である。ウルス・マルタノフスキー地区の行政の中心地である。マルタン川に面している。